# Панико, Джузеппе
Джузеппе Панико (итал. Giuseppe Panico; 10 мая 1997 года, Оттавьяно, Италия) — итальянский футболист, нападающий клуба «Каррарезе».

## Клубная карьера
Панико является воспитанником футбольного клуба «Дженоа». Долгое время выступал за юношескую команду, являлся одним из её лидеров. Со второй половины сезоан 2014/15 привлекался к тренировкам с основной командой. 31 мая 2015 года, в поединке последнего тура против «Сассуоло» дебютировал в Серии А, выйдя на замену на 81-й минуте вместо Максима Лестьенна.
В сезоне 2015/16 также лишь раз выходил на замену. В июле 2016 года Панико был отдан в аренду в «Чезену».

## Карьера в сборной
Панико постоянный участник матчей юношеских сборных Италии. Принимал участие в отборочных турнирах к юношеским чемпионатам Европы, однако в финальную стадию не выходил. На Чемпионате мира среди молодёжи в Южной Корее он забил 2 гола и победный гол в серии пенальти в матче со сборной Уругвая (0:0, по пенальти 4:1), который дал итальянцам бронзовые медали чемпионата.